# Atletica leggera ai Giochi della II Olimpiade - 200 metri ostacoli
La gara dei 200 metri ostacoli dei Giochi della II Olimpiade si tenne il 16 luglio 1900 a Parigi, in occasione dei secondi Giochi olimpici dell'era moderna.

## L'eccellenza mondiale
Nel mondo anglo-sassone vi sono due gare con gli ostacoli: le 120 iarde e le 220 iarde. Sul continente si disputano invece 110 metri e i 400 metri. 
La gara è pertanto una concessione al mondo anglo-sassone. Gli ostacoli sono alti 2 piedi e 6 pollici (76,2 cm).  Il dominatore della specialità è lo statunitense Alvin Kraenzlein, campione nazionale nel 1897, 98 e 99. Nel 1898 ha stabilito il primato mondiale sulla distanza con 23”6y; il record durerà per ben 26 anni. A Parigi è il grande favorito.

## Risultati
Sono previste due batterie con i primi due qualificati alla finale.

### Batterie
Batteria 1 (ore 14,30)
| Pos. | Nazione     | Atleta            | Tempo  |
| ---- | ----------- | ----------------- | ------ |
| 1    | Stati Uniti | Alvin Kraenzlein  | 27"0   |
| 2    | Francia     | Eugène Choisel    | (27"5) |
| 3    | Stati Uniti | Fred Moloney      | (27"6) |
| 4    | Stati Uniti | William Remington | n/d    |
| 5    | Germania    | Gustav Rau        | n/d    |

Batteria 2
| Pos. | Nazione          | Atleta           | Tempo  |
| ---- | ---------------- | ---------------- | ------ |
| 1    | India Britannica | Norman Pritchard | 26"8   |
| 2    | Stati Uniti      | Walter Tewksbury | (27"1) |
| 3    | Stati Uniti      | Thaddeus McClain | (27"2) |
| 4    | Francia          | Henri Tauzin     | n/d    |
| 5    | Stati Uniti      | William Lewis    | n/d    |
| 6    | Ungheria         | Zoltán Speidl    | n/d    |

### Finale
Ore 15,00.
Nonostante venga penalizzato di un metro per falsa partenza Kraenzlein, già vincitore sabato 14 luglio dei 110 metri ostacoli, dimostra una netta superiorità sugli avversari. Infligge un distacco di quasi 5 metri al secondo classificato, il britannico Pritchard.

Kraenzlein finisce le sue fatiche olimpiche con quattro ori in altrettante gare individuali. Fino a tutto il XX secolo nessuno riuscirà a fare altrettanto.
| Pos.    | Nazione          | Atleta           | Età | Tempo ufficiale | Tempo stimato |
| ------- | ---------------- | ---------------- | --- | --------------- | ------------- |
| Oro     | Stati Uniti      | Alvin Kraenzlein | 24  | 25"4            |               |
| Argento | India Britannica | Norman Pritchard | 23  |                 | (26"0e)       |
| Bronzo  | Stati Uniti      | Walter Tewksbury | 24  |                 | (26"1e)       |
| 4       | Francia          | Eugène Choisel   |     |                 | n/d           |